# Claire Lavogez
Claire Lavogez (Calais, Francia; 18 de junio de 1994) es una futbolista francesa. Juega como centrocampista y su equipo actual es el Real Sociedad de la Liga F.

## Clubes
| Club                    | País           | Año           |
| ----------------------- | -------------- | ------------- |
| Gravelines              | Francia        | 2009-2010     |
| FCF Hénin-Beaumont      | Francia        | 2010-2011     |
| Montpellier HSC         | Francia        | 2011-2015     |
| Lyon                    | Francia        | 2015-2018     |
| FC Fleury 91 (préstamo) | Francia        | 2018          |
| Girondins de Bordeaux   | Francia        | 2018-2022     |
| Kansas City Current     | Estados Unidos | 2022-presente |

## Títulos

### Campeonatos nacionales
| Título          | Club              | País    | Año     |
| --------------- | ----------------- | ------- | ------- |
| Division 1      | Olympique de Lyon | Francia | 2015-16 |
| Copa de Francia | Olympique de Lyon | Francia | 2015-16 |
| Division 1      | Olympique de Lyon | Francia | 2016-17 |
| Copa de Francia | Olympique de Lyon | Francia | 2016-17 |

### Campeonatos internacionales
| Título                                        | Equipo               | Sede           | Año     |
| --------------------------------------------- | -------------------- | -------------- | ------- |
| Campeonato Europeo Femenino Sub-19 de la UEFA | Selección de Francia | Gales          | 2013    |
| Liga de Campeones                             | Olympique de Lyon    | Italia         | 2015-16 |
| Copa SheBelieves                              | Selección de Francia | Estados Unidos | 2017    |
| Liga de Campeones                             | Olympique de Lyon    | Gales          | 2016-17 |
| Liga de Campeones                             | Olympique de Lyon    | Ucrania        | 2017-18 |